# 도통동
도통동(道通洞)은 대한민국 전북특별자치도 남원시의 동이다. 넓이는 18.48km2이고, 인구는 2009년 기준으로 4,002세대, 9,399명이다. 도통동은 시청, 초·중·고등학교, 체육공원, 의료원 등이 있는 행정, 교육, 교통, 체육의 중심지로 자리잡고 있다. 대단위 아파트와 상가가 집중되어 있는 주거밀집 지역인 한편 농촌동이 함께한 전형적인 도농 복합형으로 명실상부한 남원시 제1의 행정동이다.
남원고속버스터미널이 있었으나, 운영사인 금호고속의 경영난으로 2022년 3월 31일 운행을 마지막으로 폐쇄됐다.

## 법정동
- 도통동(道通洞)
- 월락동(月洛洞)
- 고죽동(高竹洞)
- 식정동(植亭洞)
- 갈치동(葛峙洞)

## 교육 기관
| 학교명                  | 소재지                | 비고          |
| ----------------------- | --------------------- | ------------- |
| 중앙초등학교            | 동림로 36 (도통동)    |               |
| 도통초등학교            | 대교2길 22 (도통동)   |               |
| 월락초등학교            | 용성로 321 (월락동)   |               |
| 남원성동초등학교 (폐교) | 요천로 1965 (식정동)  | 現 남원소방서 |
| 용성중학교              | 춘향로 73 (도통동)    |               |
| 한빛중학교              | 용성로 299 (월락동)   |               |
| 남원용성고등학교        | 농고길 41 (도통동)    |               |
| 남원서진여자고등학교    | 낙현길 17-44 (월락동) |               |
| 남원국악예술고등학교    | 용성로 323 (월락동)   |               |

## 주거

### 아파트
| 단지명               | 건설사         | 시행사         | 주소                | 입주 (사용승인일) |
| -------------------- | -------------- | -------------- | ------------------- | ----------------- |
| 남원부영 1차         | ㈜부영         | ㈜부영         | 용성로 207 (도통동) | 1995년 11월       |
| 남원부영 5차         | ㈜부영         | ㈜부영         | 오들1길 26 (도통동) | 2001년 12월       |
| 남원부영 2차         | ㈜부영         | ㈜부영         | 오들1길 97 (월락동) | 2001년 3월        |
| 남원부영 3차         | ㈜부영         | ㈜부영         | 오들1길 82 (월락동) | 2001년 3월        |
| 호반리젠시빌         | ㈜리젠시빌건설 | ㈜리젠시빌건설 | 오들1길 90 (월락동) | 2001년 4월        |
| 남원 산이고운 코아루 | 산이건설㈜     | 한국토지신탁   | 충정로 310 (월락동) | 2014년 10월       |
| 남원 월락 양우내안애 | 양우건설       | 건양산업㈜     | 낙현길 5 (월락동)   | 2016년 9월        |